# AS-13
La AS-13 era una vía de comunicación que pertenecía a la Red Regional de Carreteras del Principado de Asturias. Tenía una longitud de 27 km y unía la localidad de Pesoz con el Alto de La Garganta, atravesando los concejos asturianos de Pesoz, San Martín de Oscos y Villanueva de Oscos.

## Recorrido

### Tramo de Pesoz a San Martín de Oscos (13,1 km)

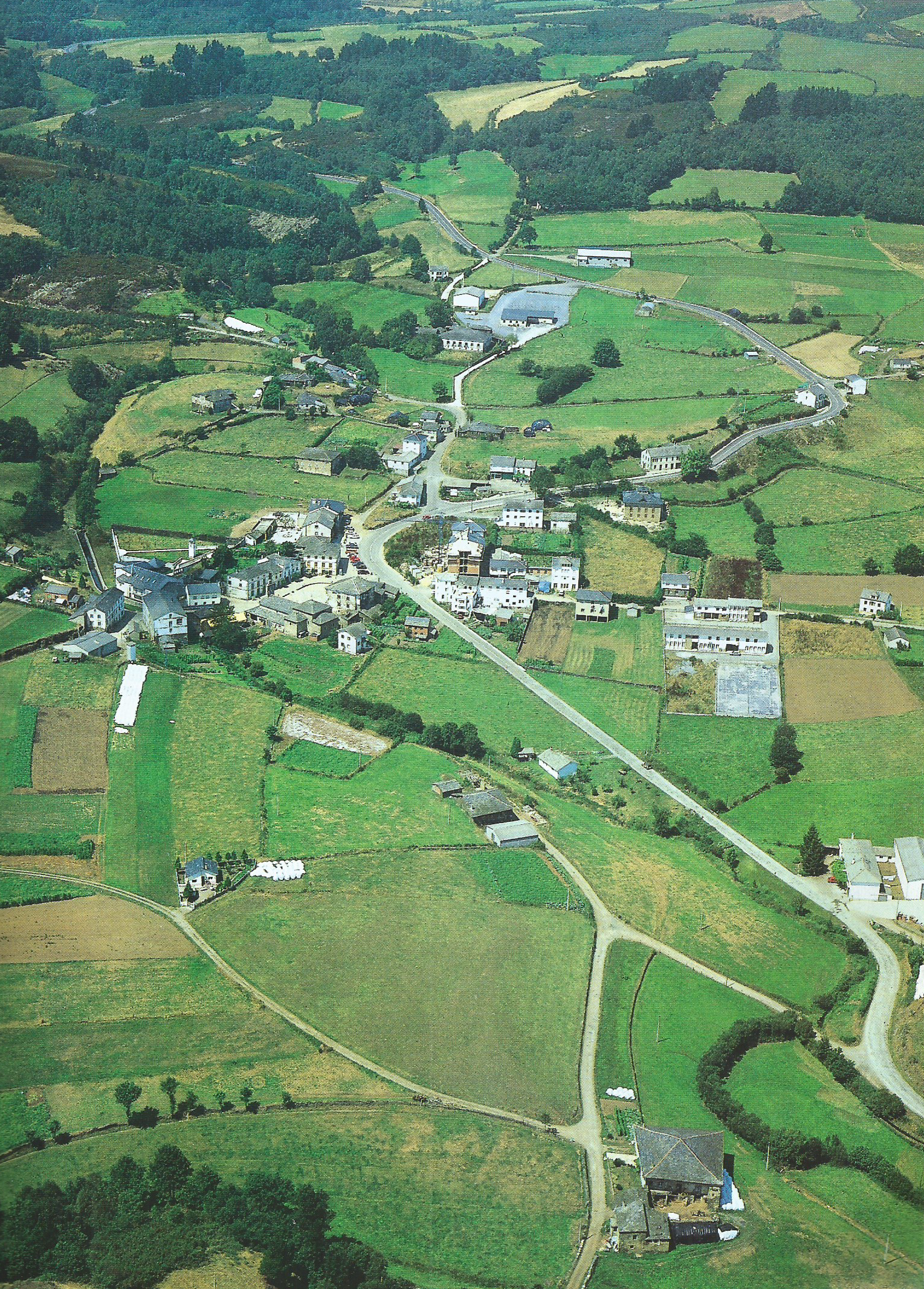
Fotografía de San Martín de Oscos de mediados de la década de 1990. En ella se puede apreciar que el tramo de San Martín de Oscos al Alto de La Garganta de la AS-13 estaba recién arreglado, mientras que el tramo hacia Pesoz aún no se había proyectado su acondicionamiento.

Este tramo comienza en Pesoz, en el cruce con la AS-12. Discurre por el valle del Río Agüeira hasta llegar a la localidad sanmartiega de San Pedro de Agüeira, donde limita con el concejo de San Martín de Oscos. A partir de aquí, continúa por Baldedo, llegando así a San Martín de Oscos, donde termina este tramo en el cruce con la AS-362.
Este tramo de carretera fue reparado en el año 1996, suponiendo adecuación total de esta carretera, mejorando las comunicaciones de la zona.

### Tramo de San Martín de Oscos al Alto de La Garganta (13,9 km)

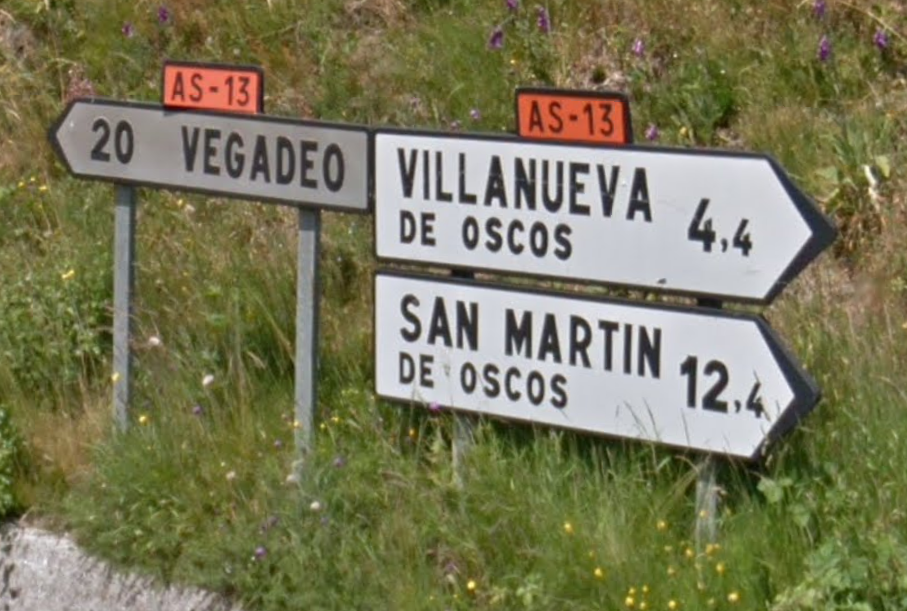
Señales antiguas de la AS-13 en el cruce con la VO-1

Este tramo comienza en San Martín de Oscos, en el cruce con la AS-362. Saliendo de San Martín de Oscos, sube a la llamada Meseta de San Martín, donde limita con el concejo vecino de Villanueva de Oscos. Desde aquí, continúa bajando hasta llegar a la localidad villanovesa de Carballo de Fole para llegar a Villanueva de Oscos, lugar donde además termina la AS-33. Saliendo de Villanueva de Oscos se encuentra la localidad de A Ponte de Peñacoba, situada a unos 4 km de Villanueva de Oscos. A partir de aquí, continúa subiendo hasta llegar al Alto de La Garganta, donde termina este tramo en el cruce con la AS-11, AS-27 y AS-361.
Este tramo de carretera fue reparado en el año 1992.

## Denominaciones antiguas del Plan Peña
Antes de la entrada en vigor en 1989 el Nuevo catálogo de Carreteras del Gobierno del Principado de Asturias, todas las carreteras del territorio asturiano estaban clasificadas en 4 categorías, 5 si se incluían las autovías y autopistas construidas previamente o en proceso de construcción:
- Carreteras Nacionales, de color rojo.

- Carreteras Comarcales, de color verde.

- Carreteras Locales, de color amarillo.

- Carreteras Provinciales, de color azul.

Las denominaciones de las carreteras Nacionales y Comarcales fueron establecidas en el Plan Peña entre 1939 y 1940, con identificadores con las siglas N y C respectivamente y siguiendo un sistema radial con Madrid como punto de referencia para la asignación de las claves de todas las carreteras, explicado más a detalle en los Anexos de las carreteras Nacionales y Comarcales de España.
En cambio las denominaciones de las carreteras Locales y Provinciales no se asignaron hasta 1961, año en el que las Jefacturas Provinciales de Carreteras, excluyendo las de Álava y Navarra por ser Comunidades Forales y que por ello aplicaron sistemas propios y realizaron la organización y denominación de todas las carreteras no comprendidas en Nacionales y Comarcales que discurriesen por su territorio.
Para ello, se adoptaron para cada provincia las siglas de 1 o 2 letras utilizadas en las matrículas de los vehículos para las carreteras Locales, en este caso la O de Oviedo para Asturias, y las mismas siglas con las letras P o V intercaladas con la calve numérica u otras siglas completamente distintas con otros significados, como en el caso particular de Asturias por el uso de las siglas CP de "Carretera Provincial".
Al realizarse dicho cambio en las denominaciones de las carreteras del Principado de Asturias, la AS-13 estaba formada por 1 carretera Local y 2 carreteras Provinciales:
| Identificador | Denominación                              | Itinerario comprendido por la nueva denominación |
| ------------- | ----------------------------------------- | ------------------------------------------------ |
| O-744         | Pesoz - San Martín de Oscos               | Todo su trazado                                  |
| CP-505        | San Martín de Oscos - Villanueva de Oscos | Todo su trazado                                  |
| CP-492        | Alto de La Garganta - Villanueva de Oscos | Todo su trazado                                  |

## Denominaciones actuales del Principado de Asturias
Con respecto al paso del tiempo y los cambios temporales o permanentes de tráfico por la existencia o eliminación de vías alternativas, la Consejería de Medio Rural y Cohesión Territorial del Principado de Asturias realiza diversos cambios a las denominaciones de algunas carreteras por sus cambios de condiciones de calzada y firme, Intensidad Media Diaria (I.M.D.) e importancia con respecto a la vertebración y comunicación del territorio.
Dichos cambios se centran en la asignación de nuevas denominaciones a causa de la construcción de nuevas carreteras o las que vieron su denominación anterior modificada, ya fuese de una categoría superior o inferior. Aparte de crear nuevas denominaciones, también hay algunas antiguas que se eliminan a causa del cambio de categoría, también producido por haber pertenecido a una categoría superior o inferior a la original o, en otros casos, haber sido unificada con otra carretera existente, formando nuevos ejes con cierta continuidad e importancia.
Todos estos cambios se encuentran reflejados en los siguientes catálogos de Carreteras del Principado de Asturias publicados posteriormente al original:
- Catálogo de la Red de Carreteras del Principado de Asturias de 2007[2]

- Catálogo de la Red de Carreteras del Principado de Asturias de 2008[3]

- Catálogo de la Red de Carreteras del Principado de Asturias de 2017[4]

- Catálogo de la Red de Carreteras del Principado de Asturias de 2019[5]

En este caso, la AS-13 originalmente comunicaba Pesoz con el Alto de La Garganta, pero en el Catálogo de 2017 su trazado fue asumido por completo por la AS-11, de Vegadeo al Alto de La Garganta para constituir el eje Vegadeo - Grandas de Salime, haciendo que la denominación de AS-13 desaparezca del catálogo por haber sido asumida en su totalidad.